# Davide Frattesi
Davide Frattesi (Rome, 22 september 1999) is een Italiaans voetballer die doorgaans speelt als middenvelder. In juli 2024 verruilde hij Sassuolo voor Internazionale. Frattesi maakte in 2022 zijn debuut in het Italiaans voetbalelftal.

## Clubcarrière
Frattesi speelde in de jeugd van Lazio, voor hij in 2014 overgenomen werd door AS Roma. Bij deze club speelde hij drie jaar, waarna Sassuolo vijf miljoen euro betaalde om hem over te nemen van de Romeinse club. Op 20 december van dat jaar maakte hij in de Coppa Italia zijn professionele debuut tegen Atalanta Bergamo. Namens die club scoorden Andreas Cornelius en Rafael Tolói, waarna die laatste ook een eigen doelpunt maakte om de eindstand op 2–1 te beslissen. Frattesi mocht van coach Giuseppe Iachini in de basis beginnen en werd zestien minuten voor tijd naar de kant gehaald ten faveure van Matteo Politano.
De middenvelder werd voorafgaand aan het seizoen 2018/19 voor een jaar verhuurd aan Ascoli, uitkomend in de Serie B. Het seizoen erop nam Empoli hem op huurbasis over. AC Monza werd medio 2020 de derde club op rij die hem huurde. Na zijn terugkeer medio 2021 kreeg Frattesi een basisplaats toebedeeld bij Sassuolo.
In de zomer van 2023 nam Internazionale de middenvelder op huurbasis over, met een verplichte optie tot koop. Met zijn nieuwe club werd Frattesi Italiaans landskampioen, waarna hij definitief overgenomen werd. Op 6 mei 2025 maakte hij in de verlenging van de halve finale van de UEFA Champions League tegen FC Barcelona het beslissende doelpunt. Hierdoor plaatste Internazionale zich voor de finale, door over twee duels met 7–6 te winnen.

## Clubstatistieken
| Seizoen | Club             | Competitie | Competitie | Competitie | Beker | Beker | Internationaal | Internationaal | Totaal | Totaal |
| Seizoen | Club             | Competitie | Wed.       | Dlp.       | Wed.  | Dlp.  | Wed.           | Dlp.           | Wed.   | Dlp.   |
| ------- | ---------------- | ---------- | ---------- | ---------- | ----- | ----- | -------------- | -------------- | ------ | ------ |
| 2017/18 | Sassuolo         | Serie A    | 0          | 0          | 1     | 0     | —              | —              | 1      | 0      |
| 2018/19 | → Ascoli         | Serie B    | 33         | 0          | 0     | 0     | —              | —              | 33     | 0      |
| 2019/20 | → Empoli         | Serie B    | 38         | 5          | 3     | 0     | —              | —              | 41     | 5      |
| 2020/21 | → AC Monza       | Serie B    | 39         | 8          | 2     | 0     | —              | —              | 41     | 8      |
| 2021/22 | Sassuolo         | Serie A    | 36         | 4          | 2     | 0     | —              | —              | 38     | 4      |
| 2022/23 | Sassuolo         | Serie A    | 36         | 7          | 1     | 0     | —              | —              | 37     | 7      |
| 2023/24 | → Internazionale | Serie A    | 32         | 6          | 3     | 1     | 7              | 1              | 42     | 8      |
| 2024/25 | Internazionale   | Serie A    | 28         | 5          | 6     | 0     | 13             | 2              | 47     | 7      |
| Totaal  | Totaal           | Totaal     | 242        | 35         | 18    | 1     | 20             | 3              | 280    | 39     |

Bijgewerkt op 7 mei 2025.

## Interlandcarrière
Frattesi maakte zijn debuut in het Italiaans voetbalelftal op 4 juni 2022, toen met 1–1 gelijkgespeeld werd tegen Duitsland in de UEFA Nations League. Lorenzo Pellegrini opende de score namens Italië, waarna de uitslag bepaald werd door Joshua Kimmich. Frattesi mocht van bondscoach Roberto Mancini in de basisopstelling beginnen en hij werd vijf minuten voor tijd naar de kant gehaald ten faveure van mededebutant Samuele Ricci (Torino). De andere Italiaanse debutanten dit duel waren Federico Dimarco (Internazionale), Tommaso Pobega (Torino), Wilfried Gnonto (FC Zürich) en Matteo Cancellieri (Hellas Verona).
In mei 2024 werd Frattesi door bondscoach Luciano Spalletti opgenomen in de voorselectie voor het EK 2024 in Duitsland. Hij werd vervolgens op 6 juni 2024 opgenomen in de definitieve selectie. Italië eindigde als tweede in de groepsfase na een overwinning op Albanië (2–1), een nederlaag tegen Spanje (1–0) en een gelijkspel tegen Kroatië (1–1), waarna het in de achtste finales werd uitgeschakeld met een 2–0 nederlaag tegen Zwitserland. Frattesi kwam op het toernooi in iedere wedstrijd in actie. Zijn toenmalige clubgenoten Yann Sommer (Zwitserland), Federico Dimarco, Matteo Darmian, Nicolò Barella, Alessandro Bastoni (allen eveneens Italië), Kristjan Asllani (Albanië), Stefan de Vrij, Denzel Dumfries (beiden Nederland), Marko Arnautović (Oostenrijk), Benjamin Pavard, Marcus Thuram (beiden Frankrijk) en Hakan Çalhanoğlu (Turkije) waren eveneens actief op het EK.
| Interlands van Davide Frattesi voor Italië | Interlands van Davide Frattesi voor Italië | Interlands van Davide Frattesi voor Italië | Interlands van Davide Frattesi voor Italië | Interlands van Davide Frattesi voor Italië | Interlands van Davide Frattesi voor Italië | Interlands van Davide Frattesi voor Italië |
| №                                          | Datum                                      | Wedstrijd                                  | Uitslag                                    | Competitie                                 | Goals                                      |                                            |
| Als speler bij Sassuolo                    | Als speler bij Sassuolo                    | Als speler bij Sassuolo                    | Als speler bij Sassuolo                    | Als speler bij Sassuolo                    | Als speler bij Sassuolo                    | Als speler bij Sassuolo                    |
| ------------------------------------------ | ------------------------------------------ | ------------------------------------------ | ------------------------------------------ | ------------------------------------------ | ------------------------------------------ | ------------------------------------------ |
| 1                                          | 4 juni 2022                                | Italië – Duitsland                         | 1 – 1                                      | Nations League 2022/23                     |                                            |                                            |
| 2                                          | 11 juni 2022                               | Engeland – Italië                          | 0 – 0                                      | Nations League 2022/23                     |                                            |                                            |
| 3                                          | 14 juni 2022                               | Duitsland – Italië                         | 5 – 2                                      | Nations League 2022/23                     |                                            |                                            |
| 4                                          | 23 september 2022                          | Italië – Engeland                          | 1 – 0                                      | Nations League 2022/23                     |                                            |                                            |
| 5                                          | 15 juni 2023                               | Spanje – Italië                            | 2 – 1                                      | Nations League 2022/23                     |                                            |                                            |
| 6                                          | 18 juni 2023                               | Nederland – Italië                         | 2 – 3                                      | Nations League 2022/23                     | 20'                                        |                                            |
| Als speler bij Internazionale              |                                            |                                            |                                            |                                            |                                            |                                            |
| 7                                          | 12 september 2023                          | Italië – Oekraïne                          | 2 – 1                                      | EK 2024 kwalificatie                       | 12', 29'                                   |                                            |
| 8                                          | 14 oktober 2023                            | Italië – Malta                             | 4 – 0                                      | EK 2024 kwalificatie                       | 90+3'                                      |                                            |
| 9                                          | 17 oktober 2023                            | Engeland – Italië                          | 3 – 1                                      | EK 2024 kwalificatie                       |                                            |                                            |
| 10                                         | 17 november 2023                           | Italië – Noord-Macedonië                   | 5 – 2                                      | EK 2024 kwalificatie                       |                                            |                                            |
| 11                                         | 20 november 2023                           | Oekraïne – Italië                          | 0 – 0                                      | EK 2024 kwalificatie                       |                                            |                                            |
| 12                                         | 21 maart 2024                              | Venezuela – Italië                         | 1 – 2                                      | Vriendschappelijk                          |                                            |                                            |
| 13                                         | 24 maart 2024                              | Ecuador – Italië                           | 0 – 2                                      | Vriendschappelijk                          |                                            |                                            |
| 14                                         | 4 juni 2024                                | Italië – Turkije                           | 0 – 0                                      | Vriendschappelijk                          |                                            |                                            |
| 15                                         | 9 juni 2024                                | Italië – Bosnië en Herzegovina             | 1 – 0                                      | Vriendschappelijk                          | 38'                                        |                                            |
| 16                                         | 15 juni 2024                               | Italië – Albanië                           | 2 – 1                                      | EK 2024                                    |                                            |                                            |
| 17                                         | 20 juni 2024                               | Spanje – Italië                            | 1 – 0                                      | EK 2024                                    |                                            |                                            |
| 18                                         | 24 juni 2024                               | Kroatië – Italië                           | 1 – 1                                      | EK 2024                                    |                                            |                                            |
| 19                                         | 29 juni 2024                               | Zwitserland – Italië                       | 2 – 0                                      | EK 2024                                    |                                            |                                            |
| 20                                         | 6 september 2024                           | Frankrijk – Italië                         | 1 – 3                                      | Nations League 2024/25                     | 51'                                        |                                            |
| 21                                         | 9 september 2024                           | Israël – Italië                            | 1 – 2                                      | Nations League 2024/25                     | 38'                                        |                                            |
| 22                                         | 10 oktober 2024                            | Italië – België                            | 2 – 2                                      | Nations League 2024/25                     |                                            |                                            |
| 23                                         | 14 oktober 2024                            | Italië – Israël                            | 4 – 1                                      | Nations League 2024/25                     | 72'                                        |                                            |
| 24                                         | 14 november 2024                           | België – Italië                            | 0 – 1                                      | Nations League 2024/25                     |                                            |                                            |
| 25                                         | 17 november 2024                           | Italië – Frankrijk                         | 1 – 3                                      | Nations League 2024/25                     |                                            |                                            |
| 26                                         | 20 maart 2025                              | Italië – Duitsland                         | 1 – 2                                      | Nations League 2024/25                     |                                            |                                            |
| 27                                         | 23 maart 2025                              | Duitsland – Italië                         | 3 – 3                                      | Nations League 2024/25                     |                                            |                                            |

Bijgewerkt op 7 mei 2025.

## Erelijst
| Serie A    | 1 | 2023/24 |
| Supercoppa | 1 | 2023    |